# Penso (Sernancelhe)
Penso ist ein Ort und eine ehemalige Gemeinde (Freguesia) im portugiesischen Kreis Sernancelhe. Die Gemeinde hatte 230 Einwohner (Stand 30. Juni 2011).
Am 29. September 2013 wurden die Gemeinden Penso und Freixinho zur neuen Gemeinde União das Freguesias de Penso e Freixinho zusammengeschlossen. Penso ist Sitz dieser neu gebildeten Gemeinde.